# Maison centrale de Conakry
La maison centrale de Conakry est une prison de république de Guinée située à Conakry, dans la commune de Kaloum.

## Histoire
Construit pendant la période coloniale, l'établissement est depuis 1984 sous la tutelle du Ministère de la Justice.

## Infrastructures
La Maison centrale de Conakry comporte 3 bâtiments principaux : un pour les condamnés, un pour les prévenus et le couloir central.

## Détenus célèbres
Parmi les détenus célèbres qui sont ou ont été emprisonnés à la Maison centrale de Conakry :
- Amadou Damaro Camara, ancien président de l'Assemble national
- Louceny Camara, ancien président de la CENI,
- Toumba Diakité, militaire guinéen ;
- Foniké Menguè, activiste politique et journaliste guinéen ;
- Ismaël Dioubaté, ancien ministre guinéen du Budget
- Ibrahima Kassory Fofana ancien premier ministre (6 avril 2022 - ),
- Oyé Lamah Guilavogui ancien ministre (6 avril 2022 - ),
- Diakaria Koulibaly ancien ministre (6 avril 2022- ),
- Mohamed Diané, ancien ministre (6 avril 2022 - ).

## Faits divers
Après le Coup d'état du 5 septembre 2021, le CNRD a libéré 79 prisonniers politiques.

Scène de liesse a l'annonce de la libération des prisonniers devant la Maison centrale
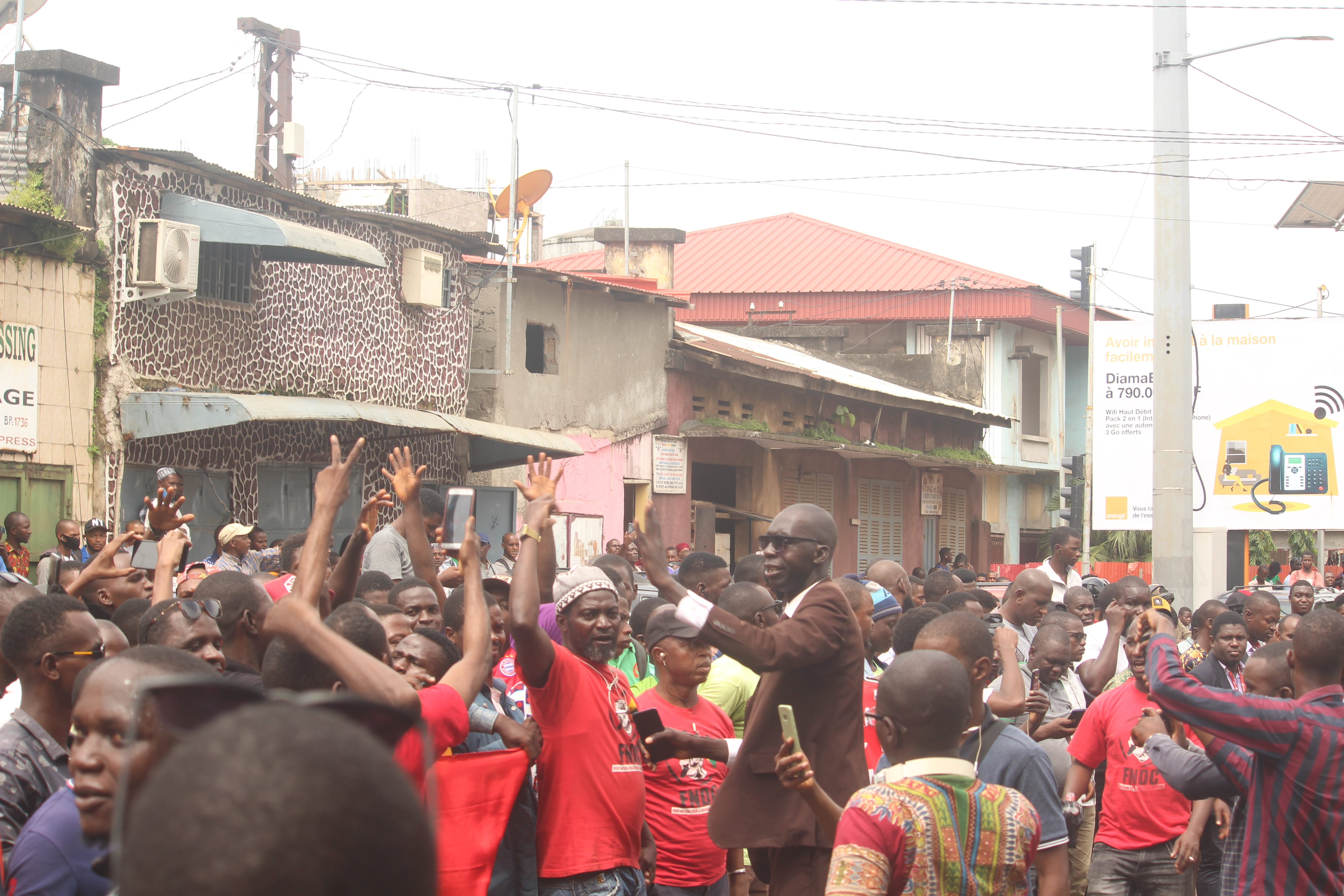
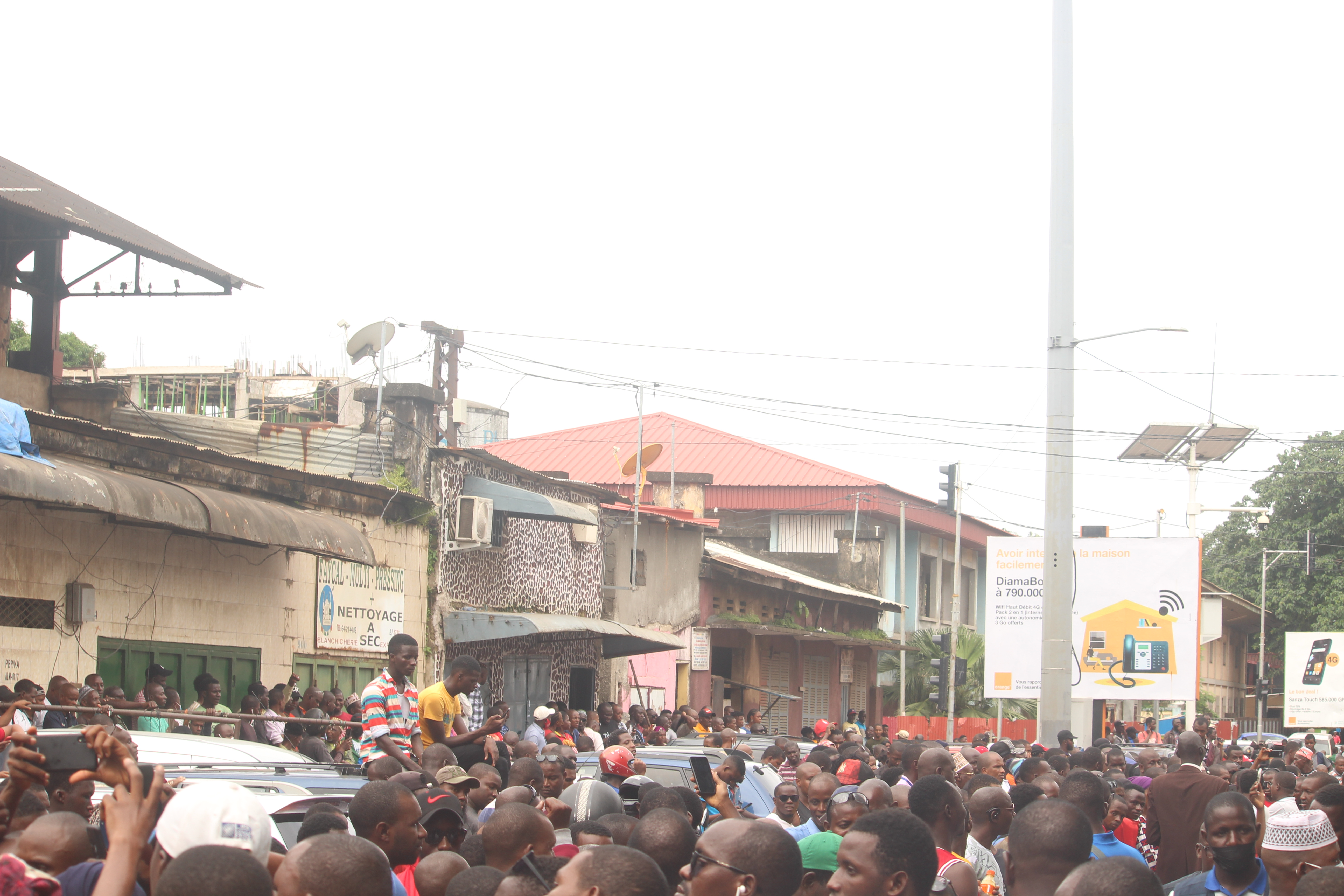